# Campeonato Mundial de Atletismo em Pista Coberta de 2018 - Salto triplo feminino
A prova do salto triplo feminino do Campeonato Mundial de Atletismo em Pista Coberta de 2018 ocorreu no dia 3 de março na Arena Birmingham, em Birmingham, no Reino Unido. 

## Recordes
Antes desta competição, os recordes mundiais e do campeonato nesta prova eram os seguintes:
|                       | Nome             | Nacionalidade | Distância | Local     | Data               |
| --------------------- | ---------------- | ------------- | --------- | --------- | ------------------ |
| Recorde mundial       | Tatyana Lebedeva | Rússia        | 15ms 36cm | Budapeste | 6 de março de 2004 |
| Recorde do campeonato | Tatyana Lebedeva | Rússia        | 15ms 36cm | Budapeste | 6 de março de 2004 |

## Medalhistas
| Ouro                | Prata                   | Bronze              |
| Yulimar Rojas (VEN) | Kimberly Williams (JAM) | Ana Peleteiro (ESP) |

## Cronograma
Todos os horários são locais (UTC+0).
| Data       | Hora  | Evento |
| ---------- | ----- | ------ |
| 3 de março | 11:00 | Final  |

## Resultado final
A final ocorreu dia 3 de Março às 11:00.  
| Posição           | Atleta                | Nacionalidade               | #1    | #2    | #3    | #4    | #5    | #6    | Resultados | Notas                |
| ----------------- | --------------------- | --------------------------- | ----- | ----- | ----- | ----- | ----- | ----- | ---------- | -------------------- |
| Medalha de ouro   | Yulimar Rojas         | Venezuela                   | 14.24 | 14.07 | 14.36 | 14.27 | 14.63 | x     | 14.63      | Melhor marca do ano  |
| Medalha de prata  | Kimberly Williams     | Jamaica                     | 14.37 | 14.41 | 14.48 | 14.31 | x     | 14.32 | 14.48      | Recorde pessoal      |
| Medalha de bronze | Ana Peleteiro         | Espanha                     | 13.18 | 13.82 | 14.18 | 14.40 | x     | x     | 14.40      | Recorde pessoal      |
| 4                 | Andreea Panturoiu     | Roménia                     | 14.05 | x     | 14.16 | 14.33 | x     | x     | 14.33      | =                    |
| 5                 | Keturah Orji          | Estados Unidos              | 14.13 | x     | 14.07 | 14.28 | 14.31 |       | 14.31      |                      |
| 6                 | Paraskevi Papahristou | Grécia                      | 14.05 | 11.73 | 14.01 | 13.36 | x     |       | 14.05      |                      |
| 7                 | Viktoriya Prokopenko  | Atletas Neutros Autorizados | 13.76 | 13.87 | 14.05 | 13.72 | 13.92 |       | 14.05      |                      |
| 8                 | Tori Franklin         | Estados Unidos              | 14.03 | 13.52 | 13.70 | 11.34 | 13.94 |       | 14.03      |                      |
| 9                 | Nubia Soares          | Brasil                      | x     | 13.97 | 14.00 |       |       |       | 14.00      | Recorde da temporada |
| 10                | Shanieka Ricketts     | Jamaica                     | 13.93 | 13.36 | 13.68 |       |       |       | 13.93      |                      |
| 11                | Gabriela Petrova      | Bulgária                    | x     | x     | 13.91 |       |       |       | 13.91      | Recorde da temporada |
| 12                | Dovilė Dzindzaletaitė | Lituânia                    | 13.90 | 13.74 | 13.64 |       |       |       | 13.90      |                      |
| 13                | Neele Eckhardt        | Alemanha                    | 13.24 | 13.87 | 13.70 |       |       |       | 13.87      |                      |
| 14                | Iryna Vaskouskaya     | Bielorrússia                | x     | 13.81 | 13.37 |       |       |       | 13.81      |                      |
| 15                | Anna Krylova          | Atletas Neutros Autorizados | 13.75 | 13.66 | 13.49 |       |       |       | 13.75      |                      |
| 16                | Kristiina Mäkelä      | Finlândia                   | x     | 13.73 | 13.57 |       |       |       | 13.73      |                      |
| 17                | Thea Lafond           | Dominica                    | x     | 13.63 | 13.68 |       |       |       | 13.68      |                      |

Legenda
| Recorde mundial       | Recorde mundial (World record)               |                       | Recorde africano                      | Recorde africano (African) |                                           | Q | Classificado por posição (Qualified) |
| Recorde do campeonato | Recorde do campeonato (Championship record)  | Recorde da América    | Recorde da América (Americas)         | q                          | Classificado por melhor tempo (Qualified) |   |                                      |
| Melhor marca do ano   | Melhor marca do ano (World leading)          | Recorde asiático      | Recorde asiático (Asian)              | DNS                        | Não largou (Did not start)                |   |                                      |
| Recorde nacional      | Recorde nacional (National record)           | Recorde europeu       | Recorde europeu (European)            | DNF                        | Não terminou (Did not finish)             |   |                                      |
| Recorde pessoal       | Recorde pessoal do atleta (Personal best)    | Recorde da Oceania    | Recorde da Oceania (Oceania)          | DSQ / DQ                   | Desclassificado (Disqualified)            |   |                                      |
| Recorde da temporada  | Recorde da temporada do atleta (Season best) | Recorde sul-americano | Recorde sul-americano (South America) | NM                         | Sem marca (No mark)                       |   |                                      |